# Brajan Gruda
Brajan Gruda (Espira, Renania-Palatinado, Alemania, 31 de mayo de 2004) es un futbolista alemán. Juega de extremo derecho y su equipo actual es el Brighton & Hove Albion F. C. de la Premier League.

## Biografía
Gruda es hijo del exfutbolista albanés Bujar Gruda quien, entre otras cosas, jugó con el KS Vllaznia Shkodra en la Copa de la UEFA en la temporada 1991/92. Nació en Speyer, donde su padre militaba en el FV Speyer. Tiene ciudadanía alemana y albanesa.
Su tío es el futbolista y entrenador albanés Armando Cungu y es primo William Cungu jugador nacional juvenil de Albania.

## Trayectoria deportiva
Debutó como profesional el 25 de enero de 2023, el entrenador Bo Svensson lo hizo ingresar al minuto 89 para enfrentar a Borussia Dortmund pero perdieron 1-2 en el Mewa Arena ante 31500 espectadores. Disputó su primer encuentro oficial con 18 años y la camiseta número 43.
Gruda empezó a jugar al fútbol en el FC Speyer 09 en 2010. La última vez que jugó allí fue como jugador más joven para el D-Juniors (U13) antes de mudarse al centro de rendimiento juvenil (NLZ) del Karlsruher SC en 2015, a la edad de 11 años.
Para la temporada 2018/19 se mudó a la NLZ del 1. FSV Mainz 05, donde el germano-albanés jugó inicialmente para el C1 junior (U15) en la primera liga regional C-junior del Suroeste y se proclamó campeón. 
En la temporada 2019/20, Gruda jugó con el B2 junior (U16) en la liga regional juvenil B de segunda categoría del Suroeste, pero ya había jugado una vez con el B1 junior (U17) poco antes de que se cancelara la temporada debido a la Pandemia de COVID-19 en la B-Junior Bundesliga Sur/Suroeste. 
En la temporada 2020/21, el joven de 16 años era miembro permanente de la sub-17, pero la temporada fue cancelada nuevamente en noviembre de 2020 después de algunos días de partido. Sin más entrenamientos de partido en condiciones competitivas, Gruda ascendió a la A-Juniors (U19) para la temporada 2021/22. Jugó como lateral o como delantero en la Bundesliga A-Junior Sur/Suroeste y marcó 4 goles en 16 partidos.

## Selección nacional
Gruda puede jugar en la DFB y en la Federación Albanesa de Fútbol. En mayo de 2019 jugó por primera vez con la selección alemana sub-15 a nivel de selecciones. En septiembre de 2019 siguió un paso por la selección sub-16. Después de un breve partido de prueba no oficial que duró más de 45 minutos para la selección sub-17 en septiembre de 2020, inicialmente no hubo más apariciones internacionales debido a la pandemia de COVID-19.
En marzo y mayo de 2022, Gruda jugó un partido con la selección sub-18 y marcó sus dos primeros goles a nivel internacional. Gruda ha estado activo en la U19 desde septiembre de 2022. 
En septiembre de 2023 hizo su primera aparición en la selección sub-21.
Ha sido internacional con la selección de fútbol de Alemania en las categorías juveniles sub-15, sub-16, sub-17, sub-18, sub-19 y sub-21.

## Estadísticas

### Clubes
Actualizado al último partido disputado el 12 de abril de 2025.
| Club                          | Div.          | Temporada     | Liga  | Liga  | Liga   | Copas nacionales | Copas nacionales | Copas nacionales | Copas internacionales | Copas internacionales | Copas internacionales | Total | Total | Total  |
| Club                          | Div.          | Temporada     | Part. | Goles | Asist. | Part.            | Goles            | Asist.           | Part.                 | Goles                 | Asist.                | Part. | Goles | Asist. |
| ----------------------------- | ------------- | ------------- | ----- | ----- | ------ | ---------------- | ---------------- | ---------------- | --------------------- | --------------------- | --------------------- | ----- | ----- | ------ |
| 1. F.S.V. Mainz 05 · Alemania | 1.ª           | 2022-23       | 2     | 0     | 0      | 0                | 0                | 0                | —                     | —                     | —                     | 2     | 0     | 0      |
| 1. F.S.V. Mainz 05 · Alemania | 1.ª           | 2023-24       | 28    | 4     | 3      | 1                | 0                | 0                | —                     | —                     | —                     | 29    | 4     | 3      |
| 1. F.S.V. Mainz 05 · Alemania | Total club    | Total club    | 30    | 4     | 3      | 1                | 0                | 0                | 0                     | 0                     | 0                     | 31    | 4     | 3      |
| Brighton F. C. Inglaterra     | 1.ª           | 2024-25       | 16    | 0     | 1      | 4                | 0                | 1                | —                     | —                     | —                     | 20    | 0     | 2      |
| Brighton F. C. Inglaterra     | Total club    | Total club    | 16    | 0     | 1      | 4                | 0                | 1                | 0                     | 0                     | 0                     | 20    | 0     | 2      |
| Total carrera                 | Total carrera | Total carrera | 46    | 4     | 4      | 5                | 0                | 1                | 0                     | 0                     | 0                     | 51    | 4     | 5      |
| 1.                            |               |               |       |       |        |                  |                  |                  |                       |                       |                       |       |       |        |

### Selección
Actualizado al último partido disputado el 25 de marzo de 2025.
| Selección           | Temporada         | Continental | Continental | Continental | Mundial | Mundial | Mundial | Amistosos | Amistosos | Amistosos | Total | Total | Total  |
| Selección           | Temporada         | Part.       | Goles       | Asist.      | Part.   | Goles   | Asist.  | Part.     | Goles     | Asist.    | Part. | Goles | Asist. |
| ------------------- | ----------------- | ----------- | ----------- | ----------- | ------- | ------- | ------- | --------- | --------- | --------- | ----- | ----- | ------ |
| Sub-15 · Alemania   | 2018-19           | —           | —           | —           | —       | —       | —       | 1         | 0         | 0         | 1     | 0     | 0      |
| Sub-15 · Alemania   | Total sel.        | 0           | 0           | 0           | 0       | 0       | 0       | 1         | 0         | 0         | 1     | 0     | 0      |
| Sub-16 · Alemania   | 2019-20           | —           | —           | —           | —       | —       | —       | 1         | 0         | 0         | 1     | 0     | 0      |
| Sub-16 · Alemania   | Total sel.        | 0           | 0           | 0           | 0       | 0       | 0       | 1         | 0         | 0         | 1     | 0     | 0      |
| Sub-17 · Alemania   | 2020-21           | —           | —           | —           | —       | —       | —       | 1         | 0         | 0         | 1     | 0     | 0      |
| Sub-17 · Alemania   | Total sel.        | 0           | 0           | 0           | 0       | 0       | 0       | 1         | 0         | 0         | 1     | 0     | 0      |
| Sub-18 · Alemania   | 2021-22           | —           | —           | —           | —       | —       | —       | 2         | 2         | 1         | 2     | 2     | 1      |
| Sub-18 · Alemania   | Total sel.        | 0           | 0           | 0           | 0       | 0       | 0       | 2         | 2         | 1         | 2     | 2     | 1      |
| Sub-19 · Alemania   | 2022-23           | 2           | 1           | 0           | —       | —       | —       | 5         | 3         | 3         | 7     | 4     | 3      |
| Sub-19 · Alemania   | Total sel.        | 2           | 1           | 0           | 0       | 0       | 0       | 5         | 3         | 3         | 7     | 4     | 3      |
| Sub-21 · Alemania   | 2023-24           | 6           | 1           | 3           | —       | —       | —       | 1         | 0         | 0         | 7     | 1     | 3      |
| Sub-21 · Alemania   | 2024-25           | 1           | 0           | 1           | —       | —       | —       | 4         | 1         | 0         | 5     | 1     | 1      |
| Sub-21 · Alemania   | Total sel.        | 7           | 1           | 4           | 0       | 0       | 0       | 5         | 1         | 0         | 12    | 2     | 4      |
| Absoluta · Alemania | 2024              | -           | -           | -           | —       | —       | —       | 0         | 0         | 0         | 0     | 0     | 0      |
| Absoluta · Alemania | Total sel.        | 0           | 0           | 0           | 0       | 0       | 0       | 0         | 0         | 0         | 0     | 0     | 0      |
| Total selecciones   | Total selecciones | 9           | 2           | 4           | 0       | 0       | 0       | 15        | 6         | 4         | 24    | 8     | 8      |
| 1.                  |                   |             |             |             |         |         |         |           |           |           |       |       |        |